# Espiadimonis (mitologia)
|  | Per a altres significats, vegeu «Espiadimonis». |

Un espiadimonis és, a banda del conegut odonat de la família dels èsnids, un ésser mitològic propi de la mitologia catalana. Hi ha dues menes d'espiadimonis màgics, l'una és la d'uns angelets que tenen per missió espiar els dimonis i destorbar-los si volen fer malifetes i l'altra, la d'uns petits dimoniets que espien les persones per veure si estan a punt perquè en Banyeta les enredi.